# Söderbergplaketten
Söderbergplaketten. När generalmajor Nils Söderberg fyllde 75 år, 26 april 1972, överlämnade representanter för Svensk Flyghistorisk Förening en penninggåva, avsedd som grundplåt till en plakett, som skulle bära Nils Söderbergs namn och utdelas årligen för förtjänster inom det flyghistoriska området. Plaketten formgavs av Yngve Svalander. Mottagare av plaketten kan föreslås av Chefen för Flygvapnet, Volvo Aero AB och Kungliga Svenska Aeroklubben samt av varje medlem i SFF.
- 1 1973 Nils Söderberg
- 2 1974 Hans Reichenberg
- 3 1975 Curt Palmblad
- 4 1976 Björn Karlström
- 5 1977 Bo Widfeldt
- 6 1978 Ragnar Fredrik Bengtsson
- 7 1979 Göte Johansson
- 8 1980 Axel Carleson
- 9 1981 Per Björkner
- 10 1982 Håkan Lundborg
- 11 1984 Helmer Larsson
- 12 1985 Stig Kernell
- 13 1986 Erik Bratt
- 14 1987 Gösta Norrbohm (postumt)
- 15 1987 Bertil Skogsberg
- 16 1988 Benny Karlsson
- 17 1989 Carl Fredrik Geust
- 18 1990 Carl-Gustaf Ahremark
- 19 1991 Lennart Andersson
- 20 1992 Mikael Carlson
- 21 1993 Sölve Fasth
- 22 1994 Lennart Berns
- 23 1995 Lars E Lundin
- 24 1996 Hans Björkqvist
- 25 1997 Yngve Nilsson.
- 26 1998 Mikael Forslund
- 27 1999 Torstein Landström
- 28 2000 Sven Stridsberg
- 29 2002 Jan Waernberg
- 30 2003 Rolf Algotsson
- 31 2003 Sigurd Isacsson
- 32 2004 Freddy Stenbom
- 33 2005 Tore Eriksson.
- 34 2005 Tor Karlsson
- 35 2006 Carl-Olof Emanuelsson
- 36 2006 Björn Svedfeldt
- 37 2007 Michael Sanz
- 38 2008 Gunnar Lindqvist
- 39 2009 Pelle Lundberg
- 40 2010 Helge Ljungström
- 41 2011 Lars-Inge Grundberg
- 42 2011 Gösta Kersmark
- 43 2011 Gunnar Vieweg
- 44 2012 Per Pellebergs
- 45 2013 Peter Liander
- 46 2014 Roger Eliasson
- 47 2014 Per Björkqvist
- 48 2015 Sven-Erik Jönsson
- 49 2016 Joakim Westh
- 50 2016 Åke Jansson
- 51 2017 Pär Cederqvist
- 52 2018 Anders Nylén
- 53 2018 Daniel Karlsson
- 54 2019 Åke Hall
- 55 2019 Per Lindquist
- 56 2021 Sven Scheiderbauer
- 57 2021 Hans Kampf
- 58 2022 Rolf Björkman
- 59 2023 Alf Ingesson Thoor
- 60 2023 Göran Jacobsson
- 61 2024 Jan Forsgren

### Källa
- Svensk Flyghistorisk Förening: Utdelade Söderbergplaketter